# Pierre Claverie
Pour les articles homonymes, voir Claverie.
Pierre Claverie, né le 8 mai 1938 à Bab-el-Oued (Alger) et mort assassiné le 1er août 1996 à Oran, est un prêtre dominicain Algérien, évêque d'Oran de 1981 jusqu'à sa mort. Inclus dans le groupe des martyrs d'Algérie, il a été proclamé bienheureux le 8 décembre 2018 à Oran, en Algérie.

## Biographie

### Vocation
Pierre Claverie est né le 8 mai 1938 dans le quartier populaire de Bab-el-Oued à Alger (Algérie), dans une famille pied-noir présente dans ce pays depuis quatre générations. Il grandit dans une famille unie, catholique qui n'est pas nécessairement pieuse, et s'engage notamment dans le scoutisme, au "groupe Saint Do." du couvent dominicain d'Alger.
Après son baccalauréat, il gagne la métropole (Grenoble) pour poursuivre des études ; il découvre que la présence française en Algérie ne fait pas l'unanimité, et que le monde dans lequel il a grandi, ce qu'il appellera par la suite la « bulle coloniale », n'est pas un monde parfait.
Choisissant la vie religieuse, il rejoint l'ordre dominicain : il entre au noviciat du couvent de Lille en 1958, puis fait ses études au Saulchoir (à Étiolles, en région parisienne). De là, il assiste aux dernières années de la guerre d'Algérie. Il est ordonné prêtre en 1965.

### Choix de l'Algérie
Il choisit de retourner en Algérie en 1967, non par nostalgie mais pour accompagner ce pays nouvellement indépendant qui cherche à se construire. Passionné, il apprend l'arabe et devient un excellent connaisseur de l'islam. À partir de 1973, à Alger, le cardinal Duval le nomme directeur du Centre des Glycines, un institut d'études arabes et islamiques initialement conçu pour les religieux voulant vivre en Algérie, qui attire de nombreux Algériens musulmans désireux de mieux connaître leur culture et surtout d'apprendre l'arabe.
Homme de dialogue, il participe à de nombreuses rencontres entre chrétiens et musulmans, non sans critiques parfois sur le dialogue interreligieux qui lui paraît trop souvent se payer de mots. Il est nommé évêque d'Oran le 21 mai 1981 et consacré le 2 octobre 1981 par le cardinal Duval, succédant ainsi à Henri Teissier, nommé à Alger.
Il avait une si parfaite connaissance de l'islam que les gens d'Oran l'appelaient « l'évêque des musulmans », titre qui ne pouvait que ravir celui qui rêvait de bâtir un vrai dialogue entre les hommes, qu'ils soient chrétiens, musulmans ou athées.

### La guerre civile
À partir de 1992, quand la guerre civile éclate en Algérie, la petite Église catholique algérienne, composée largement de coopérants et de travailleurs étrangers, est menacée. En Europe, on[Qui ?]  lui conseille souvent d'abandonner les lieux. Pierre Claverie s'y oppose fermement : s'il n'a jamais pu obtenir la nationalité algérienne, il se considère comme un Algérien et refuse d'abandonner un peuple auquel son destin est indissolublement lié. Au long de la crise, il refuse également de se taire, et n'hésite pas à critiquer publiquement, quand cela lui paraît nécessaire, le Front islamique du salut (FIS) ou le gouvernement algérien.
Le 26 mai 1996 est perpétré l'assassinat des moines de Tibhirine. Pierre Claverie sait qu'il est lui aussi menacé. Il rencontre à ce sujet le ministre des Affaires étrangères français, Hervé de Charette. Le 1er août 1996, il est assassiné ainsi que son ami Mohamed Bouchikhi, un jeune Algérien musulman de 21 ans : une bombe détruit l'entrée de l'évêché au moment où ils y pénètrent, peu avant minuit. 
Sept personnes sont condamnées à mort le 23 mars 1998 pour implication dans cet attentat. L'Église d'Algérie a demandé que cette peine soit commuée en détention.
En 2008, le journal La Stampa affirme que la mort de Pierre Claverie est un prolongement de l'affaire des moines de Tibhirine, puisque celui-ci aurait été au courant de leurs assassinats par des hommes transportés dans un hélicoptère du gouvernement algérien. Selon le P. Armand Veilleux, ancien procureur général des Trappistes, il en savait trop, or la plupart des témoins ont été tués,. Il connaissait personnellement la plupart des autres martyrs d'Algérie.

## Béatification
Un dossier en vue de sa béatification a été ouvert en 2007 pour l'archidiocèse d'Alger, le diocèse d'Oran ne comportant pas assez de prêtres pour l'audition des témoins et l'élaboration du dossier. Ce dossier diocésain est ensuite transmis à Rome, où il est reconnu martyr en janvier 2018.
Pierre Claverie est béatifié le 8 décembre 2018 à Oran, en même temps que les dix-huit autres martyrs d'Algérie officiellement appelés « Mgr Pierre Claverie et ses dix-huit compagnons », au cours d'une cérémonie rappelant la volonté de dialogue entre chrétiens et musulmans, le désir commun de paix, et associant le souvenir de toutes les victimes.
Le corps du bienheureux Pierre Claverie repose dans une chapelle de la cathédrale Sainte-Marie d'Oran.

## Pierre et Mohamed
Pierre et Mohamed. Algérie 1er août 1996 est une pièce, écrite par le dominicain Adrien Candiard à partir de textes de Pierre Claverie, et mise en scène par Francesco Agnello pour le Festival d'Avignon 2011. Elle veut être un hommage au message d'amitié et de respect ancré dans la volonté de dialogue interreligieux de Pierre Claverie. L'auteur a repris les sermons de l'évêque pour les croiser avec les sentiments qu'il prête à Mohamed. Dans cette pièce qui est une médiation plus qu'un spectacle, l'acteur Jean-Baptiste Germain interprète les deux personnages (ce qui renforce l'unité et l'amitié qui liaient les deux hommes, jusqu'à la mort) : Pierre, l'évêque, et Mohammed, son chauffeur. Les paroles de Pierre et Mohamed sont soutenues par le musicien Francesco Agnello avec un hang.
L'engagement de Pierre Claverie pour le dialogue interreligieux peut être illustré par ce court extrait de cette pièce :
La religion peut être le lieu des pires fanatismes, car les hommes habillent du divin leur soif de toute-puissance ou, plus simplement, leur bêtise. Toutes les religions sont sans cesse exposées à devenir des instruments d'oppression et d'aliénation. Ne laissons pas l'Esprit étouffé par la lettre. Nous pouvons lutter contre ces dénaturations de la foi, la nôtre comme celle des autres, en maintenant le dialogue malgré les remous de surface et les apparents durcissements. Le dialogue est une œuvre sans cesse à reprendre : lui seul nous permet de désarmer le fanatisme, en nous et chez l'autre.
Un documentaire de Net for God reprend des parties de cette pièce de théâtre pour illustrer la vie de Pierre Claverie, un ami des Algériens.

## Publications
- Le Livre de la Foi, Pierre Claverie et les Evêques du Maghreb, ed.Cerf, Paris, 1996,157 p.
- Lettres et messages d'Algérie, éd. Karthala, coll. « Chrétiens en liberté », Paris, 1996, 280 p.
- Donner sa vie. Six jours de  retraite sur l’Eucharistie, éd. Cerf, Paris, 2003, 120 p.
- Il est tout de même permis d'être heureux. Lettres familiales 1967-1969, édition présentée, établie et annotée par Éric Gustavson, son beau-frère, avec le concours de sœur Anne-Catherine Meyer, o.p., préface de Jean-Jacques Pérennès, o.p., éd. Cerf, Paris, 2003, 688 p.
- Petit traité de la rencontre et du dialogue, Les éditions du Cerf, coll. « Épiphanie », 2004, 166 p. (ISBN 978-2-204-07651-7)
- Je ne savais pas mon nom. Mémoires d'une religieuse anonyme, présentation par sœur Anne-Catherine Meyer, o.p., éd. Cerf, Paris, 2006, 192 p.
- Cette contradiction continuellement vécue. Lettres familiales 1969-1975, édition présentée, établie et annotée par Éric Gustavson, avec le concours de sœur Anne-Catherine Meyer, o.p., préface de Jean-Jacques Pérennès, o.p., éd. Cerf, Paris, 2007, 800 p.
- Humanité plurielle, présentation par sœur Anne-Catherine Meyer, o.p., éd. Cerf, Paris, 2008, 333 p.  (ISBN 978-2204083232)
- Marie, la vivante. Sept jours de retraite avec Marie, présentation par sœur Anne-Catherine Meyer, o.p., éd. Cerf, Paris, 2008, 320 p.
- Petite introduction à l'Islam, éd. Cerf, 2010, 112 p.
- Quel bonheur d'être croyant ! Vie religieuse en terre algérienne, présentation par sœur Anne-Catherine Meyer, o.p., éd. Cerf, Paris, 2012, 304 p.
- Là où se posent les vraies questions. Lettres familiales 1975-1981, édition présentée et annotée par Éric Gustavson avec le concours de sœur Anne-Catherine Meyer, o.p., préface de Jean-Jacques Pérennès, o.p., éd. Cerf, Paris, 2012, 784 p.
- Prier 15 jours avec Pierre Claverie Evêque d'Oran martyr, Patrick Vincienne, ed. Nouvelle Cité, France, 2011, 117 p.
- Un amour plus fort que la mort, Paris, Les éditions du Cerf, coll. « Parole présente », 2018, 203 p. (ISBN 978-2-204-12927-5)